# Schi acrobatic
Schiul acrobatic este un sport de iarnă practicat cu schiurile și inclus în programul Jocurilor Olimpice de iarnă. Include mai multe discipline: movile, sărituri, schi cross sau half-pipe.

## Istorie
Acrobațiile de schi au fost practicate începând cu anii 1930. 
Competițiile timpurii din SUA au avut loc la mijlocul anilor 1960.
A pornit ca schi acrobatic în jurul anului 1970, în Statele Unite, unde purta denumirea excentrică de hotdogging. Ulterior a pătruns și pe bătrânul continent, făcându-și ușor loc în rândul sporturilor de iarnă.
Creatorul acestui stil a fost norvegianul Stein Eriksen, campion mondial la slalom uriaș la Oslo în 1952 și triplu campion mondial la Aare în 1954.
Ajuns în Statele Unite la sfârșitul carierei, Eriksen a devenit instructor de schi și antrenor.
În acea perioadă, el a venit cu ideea unui stil de schiat mai spectaculos, adresat în special tinerilor americani.
Astfel, s-au dezvoltat noi stiluri de sărituri, răsuciri și tumbe, provocând un val de entuziasm deosebit care au dus și la crearea primelor școli de freestyle.
Freestyle-ul are diferite specialități, care mai de care mai spectaculoase (sărituri, movile, balet etc.), însă la Olimpiadă au fost acceptate până acum doar probele de "movile" și de "sărituri". 
Federația Internațională de Schi (FIS) a recunoscut schiul acrobatic (freestyle) ca sport în 1979 și a adus noi regulamente privind certificarea atleților și tehnicilor de salt în încercarea de a reduce elementele periculoase ale competițiilor. Prima ediție a Cupei Mondiale de schi FIS Freestyle a fost organizată în 1980, iar primul Campionat FIS Freestyle World Ski a avut loc în 1986 la Tignes, Franța. Freestyle schi a fost un eveniment demonstrativ la Jocurile Olimpice de iarnă din 1988 din Calgary. Mogul schi a fost adăugat ca un eveniment medal oficial la Jocurile Olimpice de iarnă din 1992 din Albertville, iar evenimentul antenei a fost adăugat pentru Jocurile Olimpice de iarnă din 1994 din Lillehammer. 
În 2010, la Olimpiada de la Vancouver, a fost introdus în program și schiul cross. În 2011, Comitetul Olimpic Internațional (CIO) a aprobat evenimentele de tip halfpipe și slopestyle freeskiing care vor fi adăugate la Jocurile Olimpice de iarnă din 2014 de la Soci, Rusia.

## Regulament
Protagoniștii freestyle demonstrează faptul că forța nu înseamnă nimic fără tehnică și fără controlul corpului. Stilul freestyle presupune traversarea unor pârtii abrupte prin efectuarea unor manevre aeriene și sărituri acrobatice.
Spectacolul este elementul comun al celor două discipline freestyle:
- movile, masculin și feminin
- sărituri, masculin și feminin

## Movile
Proba de movile (moguls) conține o manșă de calificare și una finală, în care intră 16 concurenți.
Competiția constă într-o coborâre pe o pantă abruptă, prevăzută cu dâmburi, în cel mai scurt timp posibil, utilizând o tehnică corectă și efectuarea pe parcurs a două sărituri acrobatice.
Pârtia are o lungime între 220-250 metri și o înclinare de 26-30 grade, fiind prevăzută cu două locuri special amenajate pentru efectuarea săriturilor acrobatice.
Scorul se calculează ținând cont de 3 elemente: 50% tehnică, 25% elementele aeriene și 25% viteza.
Săriturile aeriene sunt evaluate în funcție de înălțimea și spontaneitatea execuției.
Concurenții sunt apreciați de către 7 arbitri, 5 pentru evoluția tehnică și 2 pentru săriturile aeriene.

## Sărituri
Proba de sărituri (aerials) constă în efectuarea a două sărituri acrobatice, suma scorurilor fiecărei sărituri constituind nota finală a concurentului. În finala probei se califică primii 12 competitori în urma manșei de calificare.
Traseul este alcătuit din zona de start, 5-7 porțiuni destinate săriturilor, de înalțimi și unghiuri diferite, o zonă de aterizare și una de sosire.
Scorul final va fi calculat ținând cont de aeriene (20%), ținuta de traseu (50%) și aterizarea (30%).

## Schi cross
În proba de schi cross participă mai mulți schiori în același timp, ei întrecându-se pe un traseu accidentat care include movile, viraje și săritoare. Primul care ajunge la finiș câștigă.

## Half-pipe
Concurenții se află pe un traseu asemănător cu o secțiune dintr-un cilindru (half-pipe=jumătate de țeavă) și prin manevre specifice fac o serie de sărituri notate de un juriu specific în funcție de gradul de dificultate.